# Patricia Hitchcock
Patricia Alma Hitchcock O'Connell, nota anche con lo pseudonimo di Pat Hitchcock (Londra, 7 luglio 1928 – Thousand Oaks, 9 agosto 2021), è stata un'attrice e produttrice cinematografica britannica naturalizzata statunitense.
Era l'unica figlia del regista Alfred Hitchcock e della montatrice e sceneggiatrice Alma Reville.

## Biografia
Nacque e crebbe a Londra per poi seguire la famiglia che si trasferì a Los Angeles nel marzo 1939. Desiderosa fin da bambina di diventare un'attrice, negli anni quaranta apparve in alcune pièce teatrali come Solitaire (1942) e Violet (1944).
Dopo essersi diplomata nel 1947 alla Marymount High School di Los Angeles, frequentò la Royal Academy of Dramatic Art. Ebbe piccole parti in tre film di suo padre: Paura in palcoscenico (1950), in cui interpretava Chubby Bannister, L'altro uomo (1951) in cui interpretava Barbara Morton, futura cognata del protagonista Guy Haines (Farley Granger), e Psyco (1960) in cui interpretava Caroline, collega d'ufficio di Marion Crane (Janet Leigh).
Pat Hitchcock recitò anche nei film Un monello alla corte d'Inghilterra (1950) di Jean Negulesco e I dieci comandamenti (1956) di Cecil B. DeMille, in entrambi con ruoli non accreditati. Apparve inoltre in dieci episodi del programma televisivo di suo padre, Alfred Hitchcock presenta (1955-1960), e in vari  altri telefilm.
Il 17 gennaio 1952 sposò Joseph E. O'Connell Jr. alla Our Lady Chapel nella Cattedrale di San Patrizio a New York. La coppia ebbe tre figlie, Mary Alma Stone (nata il 17 aprile 1953), Teresa "Tere" Carrubba (nata il 2 luglio 1954) e Kathleen "Katie" Fiala (nata il 27 febbraio 1959).
Abbandonata la carriera di attrice dopo il 1960 per dedicarsi alla famiglia, Pat in seguito fu produttore esecutivo del documentario The Man on Lincoln's Nose (2000), sulla figura dello scenografo Robert F. Boyle e dei suoi contributi al cinema, opera che fu candidata all'Oscar nel 2001. Nel 2003 pubblicò il libro Alma Hitchcock: The Woman Behind the Man scritto insieme a Laurent Bouzereau e dedicato al lavoro della madre.
Vedova dal 1994, è morta il 9 agosto 2021 a Thousand Oaks, California.

## Filmografia

### Cinema
- Paura in palcoscenico (Stage Fright), regia di Alfred Hitchcock (1950)
- Un monello alla corte d'Inghilterra (The Mudlark), regia di Jean Negulesco (1950)
- L'altro uomo (Strangers On A Train), regia di Alfred Hitchcock (1951)
- I dieci comandamenti (The Ten Commandments), regia di Cecil B. DeMille (1956)
- Psyco (Psycho), regia di Alfred Hitchcock (1960)
- Skateboard, regia di George Gage (1978)

### Televisione
- The Case of Thomas Pyke – film TV (1949)
- Suspense – serie TV, 1 episodio (1952)
- La mia piccola Margie (My Little Margie) – serie TV, 1 episodio (1954)
- Front Row Center – serie TV, 1 episodio (1955)
- Matinee Theatre – serie TV, 1 episodio (1956)
- Screen Directors Playhouse – serie TV, episodio 1x30 (1956)
- The Life of Riley – serie TV, 1 episodio (1958)
- Playhouse 90 – serie TV, 1 episodio (1958)
- Suspicion – serie TV, 1 episodio (1958)
- Alfred Hitchcock presenta (Alfred Hitchcock Presents) – serie TV, 10 episodi (1955-1960)
- Ladies of the Corridor – film TV (1975)
- Six Characters in Search of an Author – film TV (1976)

## Doppiatrici italiane
- Fiorella Betti in L'altro uomo (ridoppiaggio)[4]
- Flaminia Jandolo in Psyco
- Serena Verdirosi in Paura in palcoscenico (ridoppiaggio)